# Pakistanska rupija
Pakistanska rupija, ISO 4217: PKR je službeno sredstvo plaćanja u Pakistanu. Označava se simbolom Rs a dijeli se na 100 paisa.
Pakistanska rupija je uvedena 1948. godine, a decimalizirana 1961.
U optjecaju su kovanice od 1, 2, 5 rupija, i novčanice od 10, 20, 50, 100, 500, 1000 i 5000 rupija.